# Грыфув-Слёнский (гмина)
Грыфув-Слёнский (пол. Gryfów Śląski) — городско-сельская гмина (волость) в Польше, входит как административная единица в Львувецкий повет, Нижнесилезское воеводство. Население — 10 416 человек (на 2004 год).
Центр гмины — город Грыфув-Слёнский.

## Демография
| Перепись                       | Всего   | Всего | Женщины | Женщины | Мужчины | Мужчины |
| ------------------------------ | ------- | ----- | ------- | ------- | ------- | ------- |
| Единицы                        | человек | %     | человек | %       | человек | %       |
| Население                      | 10 416  | 100   | 5380    | 51,7    | 5036    | 48,3    |
| Плотность населения (чел./км²) | 156,4   | 156,4 | 80,8    | 80,8    | 75,6    | 75,6    |

## Сельские округа
1. Кшеве-Вельке
2. Млыньско
3. Прошувка
4. Жонсины
5. Убоче
6. Вежа
7. Вольбромув

## Достопримечательности
В деревне Прошувка разрушенный замок Гриф.

## Соседние гмины
1. Гмина Лесьна
2. Гмина Любань
3. Гмина Любомеж
4. Гмина Львувек-Слёнски
5. Гмина Мирск
6. Гмина Ольшина